# Crna
El Crna ([ˈʦr̩na ˈrɛka]ⓘ en macedonio: Црна Река Crna reka «río negro») es un río en Macedonia del Norte, afluente derecho del Vardar. Recorre gran parte del país en sentido sur y oeste. Su origen se encuentra en las montañas del oeste de Macedonia del Norte, al oeste de Kruševo. Fluye a través del pueblo de Sopotnica, y hacia el sur a través de la llanura al este de Bitola. En Brod (Municipio de Novaci) gira al noreste. Deja el valle de Pelagonia en el pueblo de Staravina y entra en el cañón más grande de Macedonia del Norte, el valle de Skočivir y desemboca en el Vardar entre Rosoman y Gradsko.

## Etimología
Una traducción de su nombre al tracio anterior es Erigón (en griego antiguo: Ἐριγών), cuyo significado es «negro» similar al en griego: érebos «oscuridad».
El río Erigón es mencionado por Arriano en la Anábasis de Alejandro, Tito Livio en la Historia de Roma, Estrabón en la Geōgraphiká, Ateneo en el Deipnosophistae.

## Historia
Así, el río hace una curva de casi 180 grados al este de Bitola. Este recodo fue parte del Frente macedonio en la Primera Guerra Mundial. Era conocida por las fuerzas aliadas como la Curva Cerna o Lazo Cerna, y dos grandes batallas se libraron aquí: la batalla del río Cerna (1916) y la batalla del río Cerna (1917).

## Galería

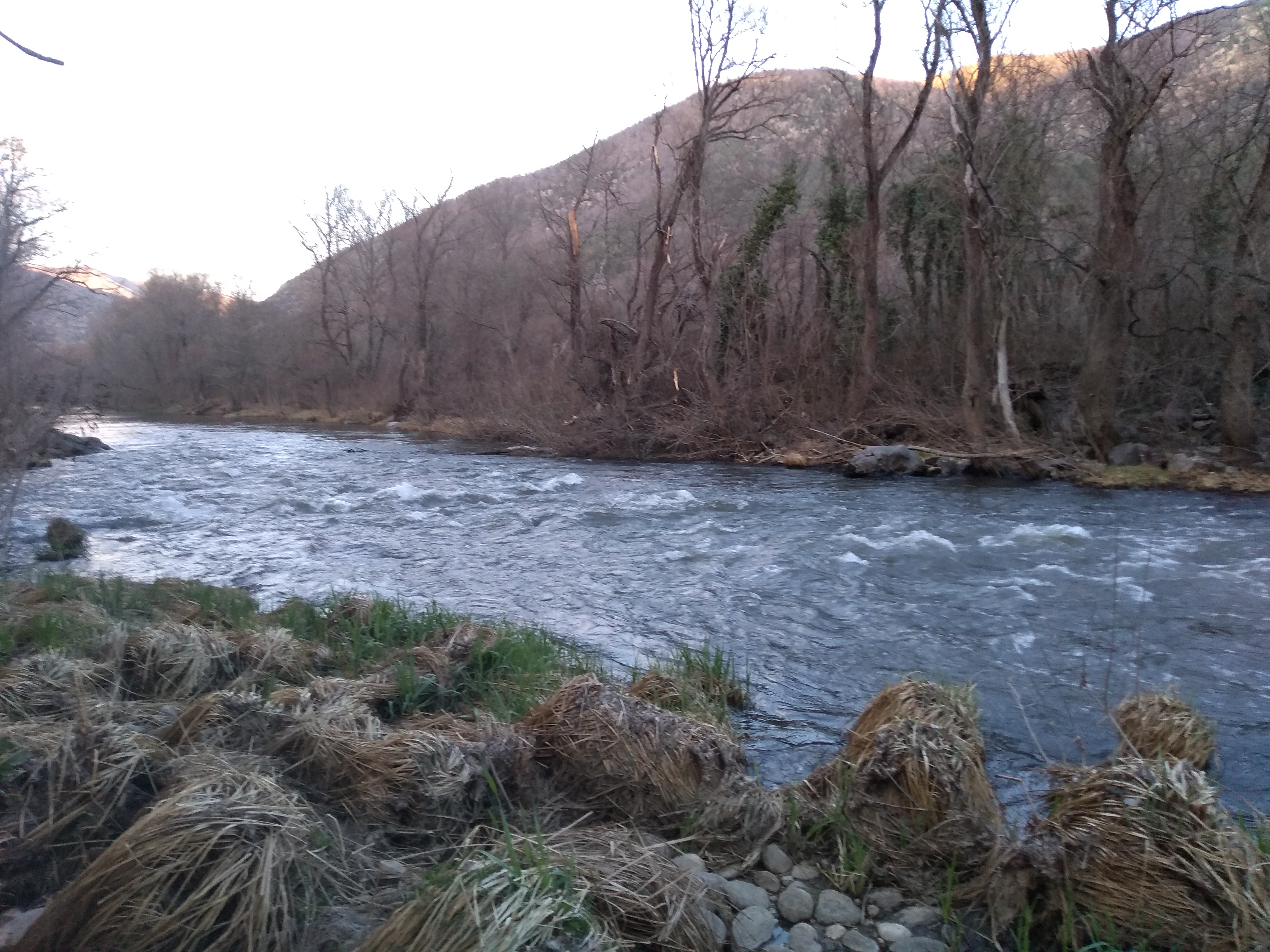
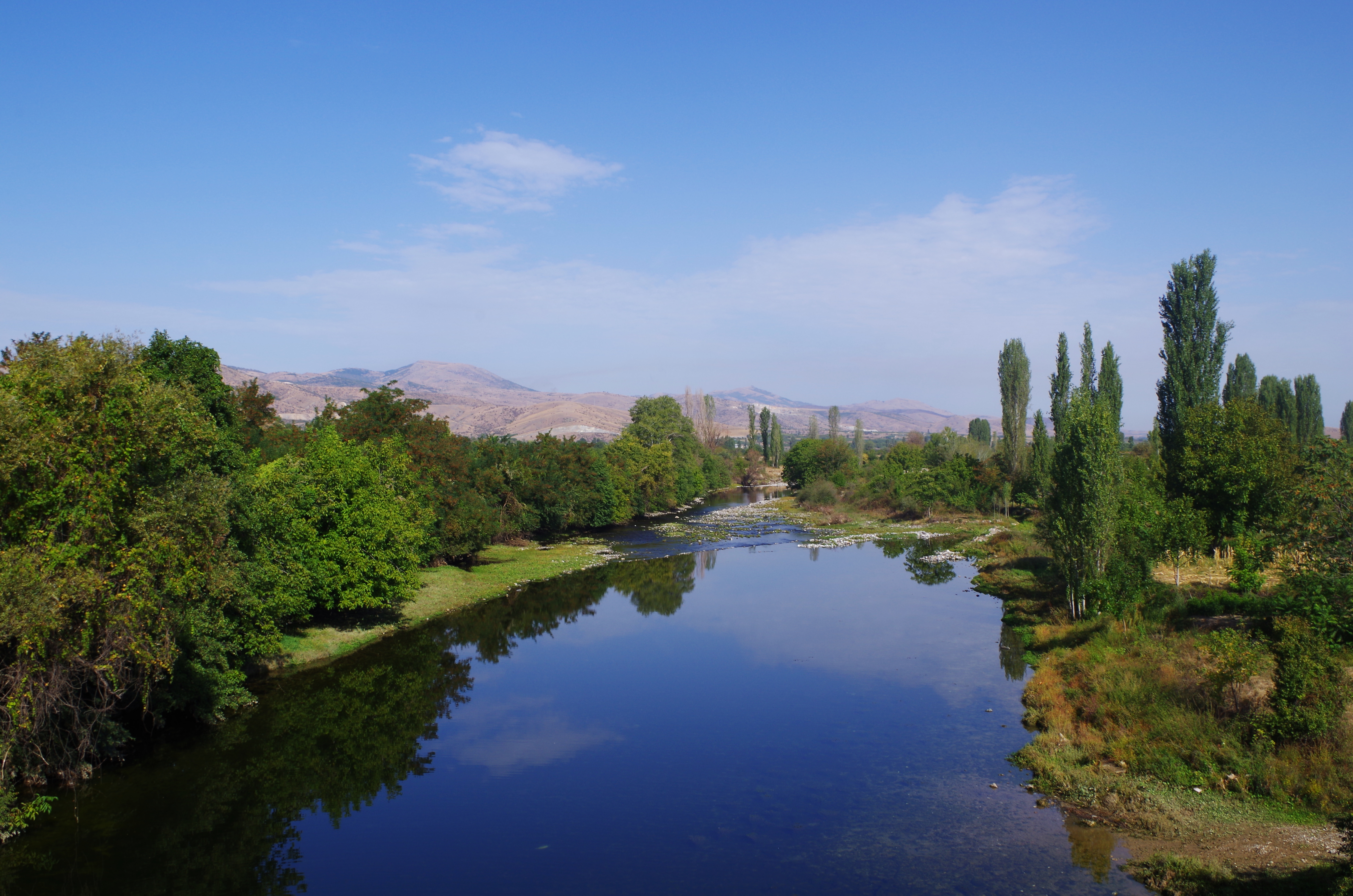
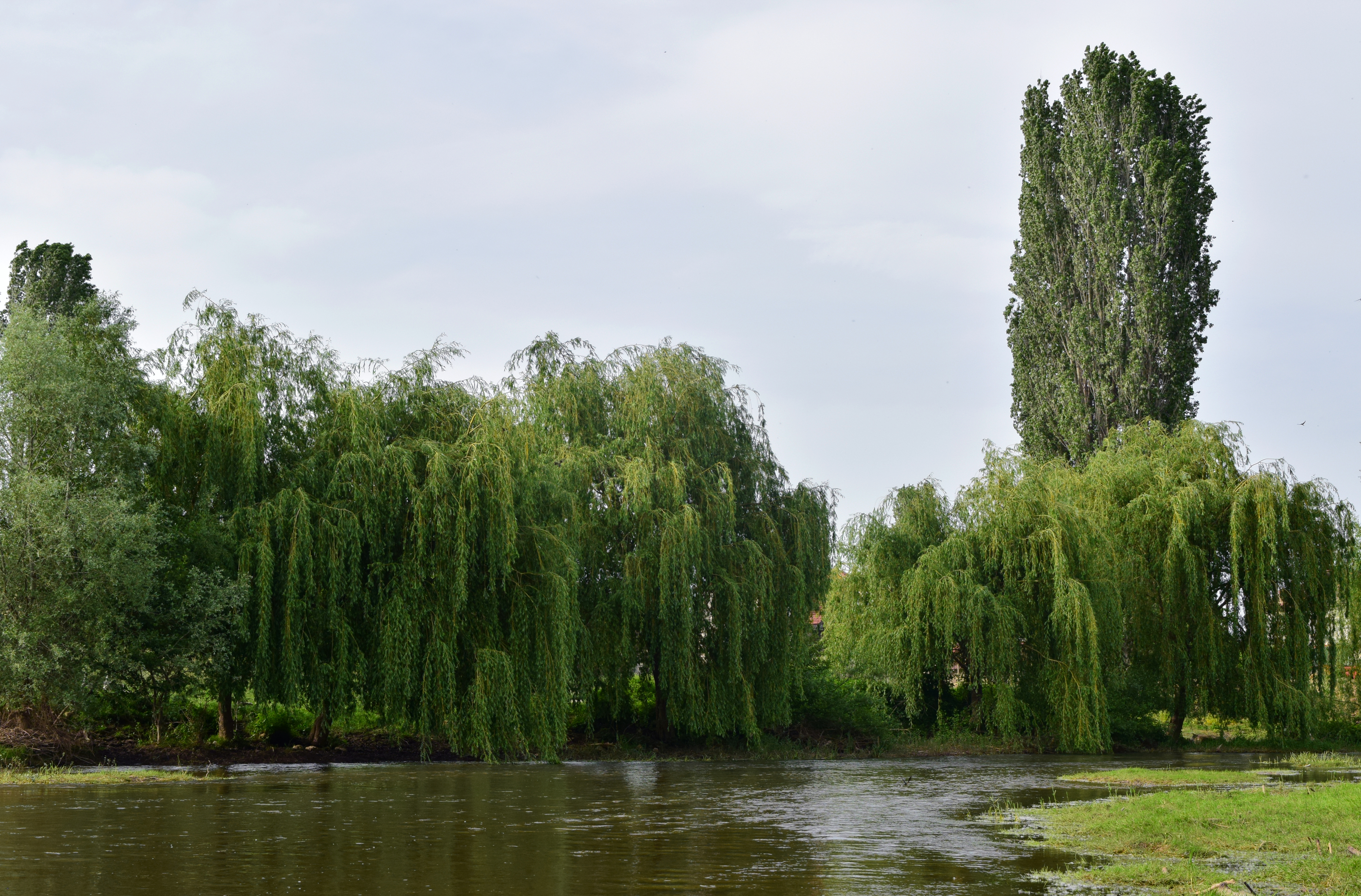
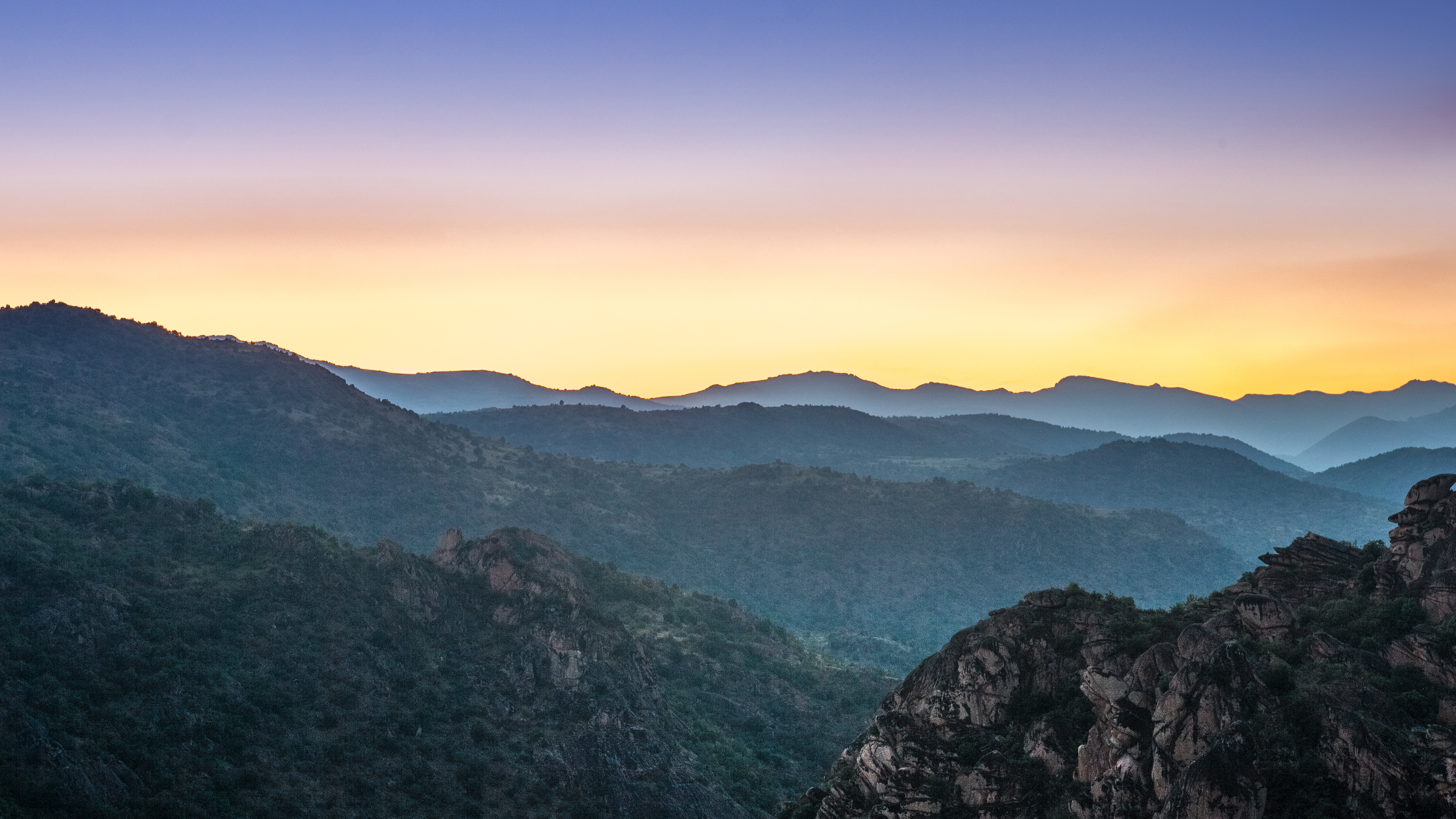
Cañon Skočivir